# 伯方-大島大橋
伯方-大島大橋（日语：／ Hakata-Ōshima ōhashi */?），位於日本愛媛縣今治市，是西瀨戶自動車道10座橋樑中的其中之一，由瀨戶內海伯方橋和大島大橋兩座橋樑一體構成，連接該市的伯方島、見近島及大島。該橋設有人行道和摩托車用道，於1988年1月17日通車，全長1230米，設計時速80km/h。除步行者外，其他車輛在通行該橋時均需交費。

## 相關項目
- 日本列島
- 本州四國聯絡道路
- 本州四國連絡橋（日语：本州四国連絡橋）
- 西瀨戶自動車道
- 因島大橋
- 生口大橋
- 多多羅大橋
- 大三島橋
- 來島海峽大橋
- 明石海峽大橋
- 鳴門大橋

## 外部連結
- JB本四高速（页面存档备份，存于） - 本州四國聯絡高速公路（官方網站）
  - しまなみ海道の橋　伯方・大島大橋（页面存档备份，存于）